# Championnat des Comores de football 2009
Navigation
Saison précédente Saison suivante
La saison 2009 du championnat des Comores de football est la trentième édition de la première division comorienne. Après une phase régionale se déroulant d'avril à novembre, les champions de première division des trois îles des Comores (Anjouan, Grande Comore et Mohéli) s'affrontent dans une triangulaire en matchs aller et retour au sein d'une poule unique, du 28 octobre 2009 au 15 novembre 2009.
L'Apache Club de Mitsamiouli, qui termine en tête du classement, est sacré champion des Comores et se qualifie pour la Ligue des champions de la CAF 2010.

## Phase régionale
La phase régionale se déroulant d'avril à octobre 2009.

### Championnat d'Anjouan
Le Style Nouvel de Sima est sacré champion d'Anjouan en juin 2009.

### Championnat de Grande Comores
L'Apache Club est sacré champion de Grande Comore en octobre 2009.
Le classement est établi sur le barème de points classique (victoire à 3 points, match nul à 1, défaite à 0).
| Rang | Équipe             | Pts | J  | G  | N | P | Bp | Bc | Diff |
| ---- | ------------------ | --- | -- | -- | - | - | -- | -- | ---- |
| 1    | Apache Club        | 43  | 16 | 14 | 1 | 1 | 41 | 9  | +32  |
| 2    | Coin Nord          | 35  | 16 | 10 | 5 | 1 | 24 | 8  | +16  |
| 3    | Élan Club          | 29  | 16 | 8  | 5 | 3 | 25 | 20 | +5   |
| 4    | Djabal Club        | 20  | 16 | 6  | 2 | 8 | 16 | 17 | -1   |
| 5    | Volcan Club        | 20  | 16 | 4  | 8 | 4 | 15 | 16 | -1   |
| 6    | JACM               | 15  | 15 | 3  | 6 | 6 | 11 | 18 | -7   |
| 7    | Étoile polaire     | 15  | 16 | 3  | 6 | 7 | 14 | 22 | -8   |
| 8    | US Séléa           | 12  | 15 | 3  | 3 | 9 | 11 | 25 | -14  |
| 9    | Etoile des Comores | 12  | 15 | 3  | 3 | 9 | 15 | 26 | -11  |
| 10   | Kaz Club           | ??  | ?? | ?  | ? | ? | 0  | 0  | 0    |

| Légende : Qualifications et relégations | Légende : Qualifications et relégations                |
| --------------------------------------- | ------------------------------------------------------ |
|                                         | Qualification pour la phase nationale                  |
|                                         | Relégation en deuxième division                        |
|                                         | (T) : Tenant du titre (P) : Promu de deuxième division |

### Championnat de Mohéli
Le Belle Lumière de Djaezi remporte le championnat de Mohéli 2009.

## Phase nationale

### Les équipes participantes
- Style Nouvel de Sima
- Apache Club
- Belle Lumière de Djaezi

### Classement
Le classement est établi sur le barème de points classique (victoire à 3 points, match nul à 1, défaite à 0).
| Rang | Équipe                  | Pts | J | G | N | P | Bp | Bc | Diff |
| ---- | ----------------------- | --- | - | - | - | - | -- | -- | ---- |
| 1    | Apache Club             | 9   | 4 | 3 | 0 | 1 | 12 | 6  | +6   |
| 2    | Style Nouvel de Sima    | 6   | 4 | 2 | 0 | 2 | 4  | 6  | -2   |
| 3    | Belle Lumière de Djaezi | 3   | 4 | 1 | 0 | 3 | 6  | 10 | -4   |

| Légende : Qualifications et relégations | Légende : Qualifications et relégations                  |
| --------------------------------------- | -------------------------------------------------------- |
|                                         | Qualification pour la Ligue des champions de la CAF 2010 |

### Matchs
Les rencontres se déroulent du 28 octobre 2011 au 15 novembre 2011.
- Équipe victorieuse

| Match | Date        | Lieu        | Équipe 1                | Résultat | Équipe 2                |
| ----- | ----------- | ----------- | ----------------------- | -------- | ----------------------- |
| 1     | 28 octobre  | Fomboni     | Belle Lumière de Djaezi | 1 – 0    | Style Nouvel de Sima    |
| 2     | 1 novembre  | Fomboni     | Belle Lumière de Djaezi | 1 – 3    | Apache Club             |
| 3     | 4 novembre  | Sima        | Style Nouvel de Sima    | 2 – 1    | Belle Lumière de Djaezi |
| 4     | 8 novembre  | Sima        | Style Nouvel de Sima    | 2 – 1    | Apache Club             |
| 5     | 11 novembre | Mitsamiouli | Apache Club             | 3 – 0    | Style Nouvel de Sima    |
| 6     | 15 novembre | Mitsamiouli | Apache Club             | 5 – 3    | Belle Lumière de Djaezi |

## Bilan de la saison
| Championnat des Comores de football 2009                             |                         |
| Champion                                                             | Apache Club (1er titre) |
| Qualifications continentales                                         |                         |
| Ligue des champions de la CAF 2010                                   | Élan Club               |
| Promotions et relégations                                            |                         |
| Promus en Championnat des Comores de football                        | US Ntsaoueni            |
| Promus en Championnat des Comores de football                        | Mboube                  |
| Relégués en Championnat des Comores de football de deuxième division | Etoile des Comores      |
| Relégués en Championnat des Comores de football de deuxième division | Kaz Club                |